# Iñaki Muñoz
Iñaki Muñoz Oroz (ur. 2 lipca 1978 w Pampelunie) piłkarz hiszpański narodowości baskijskiej grający na pozycji pomocnika. Obecnie jest zawodnikiem klubu FC Cartagena, w którym występuje od 2010 roku.

## Kariera reprezentacyjna

### Reprezentacja Kraju Basków (Euskadi)
- Debiut: 21.05.2006 w meczu Euskadi – Walia 0:1.
- Bilans: 3 mecze.

### Reprezentacja Nawarry
- Debiut: 28.12.2003 w meczu Nawarra – Burkina Faso 4:0.
- Bilans: 3 mecze, 1 gol.